# Supercoppa del Belgio 2000
La Supercoppa del Belgio 2000 (in francese Supercoupe de Belgique, in fiammingo Belgische Supercup) è stata la 21ª edizione della Supercoppa del Belgio di calcio.
La partita fu disputata dall'Anderlecht, vincitore del campionato, e dal Genk, vincitore della coppa.
L'incontro si giocò il 5 agosto 2000 al Stadio Constant Vanden Stock di Anderlecht e vide la vittoria dell'Anderlecht, al suo quinto titolo.

## Tabellino
| Arbitro: | Éric Blareau |

|                                      |           |                  |
| Pirard 34’ Stoica 39’ Anastasiou 58’ | Marcatori | 43’ (rig.) Thijs |